# Prosotas datarica
Prosotas datarica is een vlinder uit de familie van de Lycaenidae. De wetenschappelijke naam van de soort is als Lycaena datarica voor het eerst geldig gepubliceerd in 1892 door Pieter Snellen.